# Willian José
Willian José da Silva (ur. 23 listopada 1991 w Porto Calvo) – brazylijski piłkarz, występujący na pozycji napastnika w brazylijskm klubie EC Bahia. Były młodzieżowy reprezentant Brazylii.

## Sukcesy

### São Paulo
- Copa Sudamericana: 2012

### Real Madryt
- Puchar Króla: 2013/2014

### Real Sociedad
- Puchar Króla: 2019/2020

### Real Betis
- Puchar Króla: 2021/2022

### Reprezentacyjne
- Mistrzostwo świata U-20: 2011
- Mistrzostwo Ameryki Południowej U-20: 2011